# 1987 في بولندا
فيما يلي قوائم الأحداث التي وقعت خلال عام 1987 في بولندا.

## أحداث
- 9 مايو – خطوط لوت الجوية البولندية الرحلة 5055

## رياضة
- 1 يناير – بطولة العالم للعدو الريفي 1987

## مواليد

### يناير
- 4 يناير – بجيميسواف تيتون لاعب كرة قدم بولندي.
- 20 يناير – بجيميسواف كرايفيسكي لاعب كرة يد بولندي.

### فبراير
- 1 فبراير – سيباستيان بوينيش لاعب كرة قدم بولندي.
- 4 فبراير – الكسندرا دافيدوفيتش دراجة بولندية.
- 12 فبراير – كريستوف بولسكي لاعب شطرنج بولندي.
- 12 فبراير – كلاوديا سيسلا ممثلة ألمانية.

### مارس
- 21 مارس – إلينا فويتاس لاعبة كرة يد بولندية.

### مايو
- 3 مايو – ماتيوز كوالتشيك لاعب كرة مضرب بولندي.
- 19 مايو – ماسيج بيليكي درّاج طريق بولندي.
- 23 مايو – جرزجورز كوشفيك لاعب كرة قدم بولندي.
- 23 مايو – كشيشتوف موشينسكي لاعب كرة قدم بولندي.

### يونيو
- 17 يونيو – آنا ويسوكينسكا لاعبة كرة يد بولندية.
- 23 يونيو – داميان كوليغ لاعب كرة سلة بولندي.

### يوليو
- 14 يوليو – ماتيوش كوس لاعب كرة يد بولندي.

### سبتمبر
- 21 سبتمبر – ميكال بازدان لاعب كرة قدم بولندي.
- 26 سبتمبر – أندريه واورزيك ملاكم بولندي.

### أكتوبر
- 17 أكتوبر – ياروسلاو فوجوت لاعب كرة قدم بولندي.
- 26 أكتوبر – أوكاش غيكيفيتش لاعب كرة قدم بولندي.

### نوفمبر
- 4 نوفمبر – أندريه فونفارا ملاكم بولندي.
- 9 نوفمبر – آدم وابيتا لاعب كرة سلة بولندي.

## وفيات

### يناير
- 1 يناير – ميشيل هابيرا (مواليد 1927) لاعب كرة قدم فرنسي.
- 16 يناير – إيلزه لانجنر (مواليد 1899) مؤلفة ألمانية.

### يونيو
- 12 يونيو – توفيا بيلسكي (مواليد 1906)